# Simpson Horror Show XIX
Le Simpson Horror Show XIX ou le Spécial d’Halloween XIX (au Québec) (Treehouse of Horror XIX) est le 4e épisode de la saison 20 de la série télévisée d'animation Les Simpson.

## Synopsis

### Introduction
Cet épisode spécial Halloween se déroule le 4 novembre 2008, jour de l'élection présidentielle américaine. Homer se rend compte que son vote pour Barack Obama est transformé en vote pour John McCain par la machine à voter, malgré ses tentatives répétées. Cette partie, qui a circulé sur Internet plusieurs jours avant sa diffusion télévisée le 2 novembre 2008, soit deux jours avant l'élection présidentielle, a déclenché la critique de républicains qui l'ont jugée injuste,.
Al Jean, un des auteurs des Simpson, explique dans une interview que ce passage est « surtout un commentaire sur ce que beaucoup de gens pensent être des irrégularités dans notre système de vote » (It’s mostly a comment on what many people to believe to be the irregularities in our voting system), une critique du vote électronique.

### Parodie robot sans titre («Untitled Robot Parody»)
Bart offre comme cadeau de Noël à Lisa la voiture de sa poupée Malibu Stacy, qui est en fait un Transformers qui va transformer tous les appareils, machines et voitures de Springfield en Transformers. Ceux-ci, après s'être battus entre eux, décident finalement d'asservir l'espèce humaine et utilisent les habitants de Springfield comme joueurs d'un baby-foot géant.

### Comment réussir dans la tue-blicité («How to Get Ahead in Dead-Vertising»)
Krusty fait effacer au jet de sable son image de la fresque qui est sur le mur de la crèche de Maggie, car c'est une reproduction non autorisée de son image. En représailles, Homer le tue en le découpant dans un hachoir à branches, à la suite de quoi il se fait embaucher comme tueur de célébrités, pour permettre l'utilisation de leur image dans la publicité. Il tue ainsi George Clooney, Prince, Neil Armstrong.  Ceux-ci redescendent du Paradis menés par Krusty et John Wayne et en compagnie de John Lennon et Golda Meir et tuent Homer en lui faisant sauter la tête d'un coup de fusil, qui monte au Paradis et ferme les portes de celui-ci et puis il part jouer au poker avec Abraham Lincoln. À noter que dans cet épisode John Fitzgerald Kennedy fait une apparition.

### La grande citrouille («It's the Grand Pumpkin, Milhouse»)
La troisième histoire est un clin d'œil à It's the Great Pumpkin, Charlie Brown, un épisode spécial Halloween célèbre du dessin animé Peanuts avec Bart dans le rôle de Charlie Brown, Lisa en Sally Brown, Milhouse en Linus van Pelt, et Petit Papa Noël en Snoopy.
Milhouse attend dans le cimetière l'arrivée d'une citrouille géante. Quand la citrouille géante arrive, elle est scandalisée de voir comment l'homme découpe, déforme et mange les citrouilles et décide de se venger et de manger tout le monde. Milhouse, convaincu par Lisa, priera un dindon géant de sauver les gens. Ça sera ce dindon (Tom Turkey) à sauver les enfants de l'école de Springfield. Cependant, après avoir découvert par Bart que les humains mangent les dindons, le dindon se vengera en cherchant à manger les enfants de l'école

## Note
- Le générique de la deuxième histoire de cet épisode est une parodie du générique de Mad Men[4].
- La deuxième histoire contient un extrait de la chanson Psycho Killer du groupe Talking Heads.

## Audience américaine
L'audience aux États-Unis a atteint lors de sa première diffusion 12,48 millions de téléspectateurs.

### Une des plus fortes audiences depuis le 7 janvier 2007
Cet épisode a atteint la plus forte audience depuis l'épisode Les Aqua-tics (Saison 18) diffusé pour la première fois aux États-Unis.